# لیندورف
لیندورف (به آلمانی: Lindorf) یک منطقهٔ مسکونی در آلمان است که در کیرشهایم اونتر تک واقع شده‌است. لیندورف ۱٬۴۶۸ نفر جمعیت دارد.